# Bookhorn
Bookhorn ist ein Ortsteil der Gemeinde Ganderkesee im niedersächsischen Landkreis Oldenburg.

## Geografie und Verkehrsanbindung
Der Ortsteil liegt nördlich vom Kernbereich von Ganderkesee. Am nördlichen Ortsrand fließt die Welse, ein Nebenfluss der Delme.
Durch den Ort führt die Landesstraße L 887. Die A 28 verläuft in geringer Entfernung nördlich.

## Geschichte
Auf einer langgestreckten Geestkuppe wurde 1970 bis 1972 bei der Verlegung der B75 und entsprechenden Sandgewinnungsmaßnahmen ein spätbronzezeitliches Gräberfeld ausgegraben, in dem 116 Urnen gesichert werden konnten, aber auch 27 Knochenlagerstätten (diese ausschließlich im westlichen Teil des Gräberfeldes). In 12 Urnen fand man Knochennadeln als Grabbeigaben, 11 der 27 Körperbestattungen wiesen Beigaben auf. Letztere stammten aus der Frühen Eisenzeit. Nur im östlichen Teil standen fast alle Urnen in einer kompakten Steinpackung. Die Bronzebeigaben in den Urnen zeigten keinerlei Brandspuren, wurden also nach der Verbrennung beigegeben, während die Knochennadeln offenbar im Scheiterhaufen gewesen waren. Das gilt auch für die Bronzebeigaben in den Knochenbrandlagern. In der Mitte des Gräberfeldes fand sich Keramik aus dort befindlichen Siedlungsgruben der Früh- bis Spätbronzezeit. Am östlichen Rand des Gräberfeldes fand sich ein spätmittelalterlicher Hof.
1816 hatte Bookhorn 25 Häuser und 145 Einwohner, 1956 waren es 123 Häuser, 200 Haushalte und 738 Einwohner. Im Jahr 1911 wurde eine Einklassige Schule gebaut, die 1953 auf zwei Klassen erweitert wurde und bis 1970 Bestand hatte. Das Schulgebäude wurde noch jahrelang durch den DRK Ortsverein Ganderkesee genutzt.

## Kultur
Der SG Bookhorn (Sportgemeinschaft Bookhorn) ist der lokale Sportverein.